# Phandermopsis suecica
Phandermopsis suecica är en rundmaskart. Phandermopsis suecica ingår i släktet Phandermopsis, och familjen Phanerodermatidae. Arten är reproducerande i Sverige.